# Jerzy Księski
Jerzy Księski (ur. 13 listopada 1933 w Dereczynie, zm. 20 listopada 1995 we Wrocławiu) – polski poeta, autor tekstów piosenek, tłumacz, dziennikarz, bard. Był także współautorem podręczników muzycznych.

## Życiorys
Debiutował w 1957 roku tomikiem poetyckim, odbitym na powielaczu pt. Wiersze i przekład Ballady o 26 — Sergiusza Jesienina. W 1960 roku opublikował drugi zbiór wierszy zatytułowany Trzeci świat, zaś w 1963 r. ukazał się jego trzeci tomik pt. Piekielne fiołki. Publikował swoje wiersze również w czasopiśmie literackim Kamena.

Szczególny urok tej narracyjno-kolokwialnej poezji tkwi także w jej właściwościach wersyfikacyjnych. Księski posługuje się często wierszem wolnym, ale mistrzem jest w “strukturach regularnych”, niemal sylabotonicznych, gdzie dominuje metrum złożone z układów trocheiczno-amfibrachicznych, tak właściwych polszczyźnie mówionej. Konstruuje on strofy wiersza z wersetów o wyraźnie zarysowanych układach intonacyjno-składniowych, często pokrywających się z wersetem-zdaniem lub zdaniem złożonym z dwóch wersetów. W pierwszym przypadku wyraźnie zaznaczona jest średniówka, będąca miejscem przełamania kadencji intonacyjnej. Strofę spina w układach paralelnych rym niewyszukany, ale też niebanalny - dźwięczy swoją melodią jak nuta grajka z krakowskiej szopki: znane, ale urocze! (tom Piekielne fiołki).

Karierę dziennikarską rozpoczynał na początku lat 60. w istniejącej od 1956 roku Redakcji Literackiej Polskiego Radia Lublin. Uczył się sztuki reportażu radiowego od Janusza Weroniczaka i Janusza Danielaka, którzy właśnie na początku dekady rozpoczęli popularyzację tzw. lubelskiej szkoły reportażu. 7 września 1962 roku miała miejsce premiera słuchowiska Teatru Polskiego Radia pt. Pierwszy dzień choroby w którym znalazła się piosenka jego autorstwa (zarówno słowa, jak i muzyka), nosząca ten sam tytuł. Poeta pisał także dla lubelskich kabaretów Mixtura i Czart (od 1965), a także dla zespołu big beatowego Bezimienni, którego wokalistą był Andrzej Żołnierowicz. Jedną z wielu ich piosenek, pt. Złoty uśmiech, wykonywali później także: grupa Minstrele i Michał Hochman.

Lubelska sztuka radiowa wspięła się na wyżyny w redakcji literackiej. Jej trzon stanowił twórczy zespół w składzie: Danuta Bieniaszkiewicz, Janusz Danielak, Jerzy Księski i Zbigniew Stepek. Ich dorobek antenowy i estradowy to m.in. składanki kabaretowe, montaże poetyckie, słuchowiska oraz specjalność - wodewil radiowy. Był to zgrany zespół indywidualności i jednocześnie utalentowanych radiowców, którzy nie tylko komentowali, ale i kształtowali lubelskie życie kulturalne.

Do Redakcji Literackiej Polskiego Radia Wrocław, przybył z rozgłośni lubelskiej, ciesząc się już pewną estymą w tamtejszym środowisku, i mając na koncie pierwsze sukcesy jako poeta. Na antenę pisywał opowiadania, felietony, miniatury dramatyczne, zaś liryczną groteskę, gdzie piosenka, wiersz i proza splatały się w całość – prezentował w audycji radiowej pt. Zielone jak śnieg. Poza tym pisał teksty do piosenek wykonywanych m.in. przez: Piotra Szczepanika, Janusza Laskowskiego (Miłość do nieznajomej), Michała Hochmana (Mała, Miłość do nieznajomej, Złoty uśmiech, 32 grudnia, Spacer z cieniem, Widokówka, Uśmiech na zapas, Duży świat, mały świat, Ziemia, Melonik Twist), czy zespoły Kapela Głośnośląska (do muzyki Romualda Kriegera), Pakt (Ballada o trzecim świecie), czy Super Pakt (Romantyczny świat, Uciekajmy). Sporadycznie przy gitarze śpiewał przetłumaczone przez siebie utwory Włodzimierza Wysockiego, Bułata Okudżawy (nigdy nie śpiewał piosenek z własnymi tekstami) lub recytował poezję Anny Achmatowej. Był także twórcą i organizatorem Pieńskiej Jesieni Poetyckiej w Pieńsku oraz współpracował z polskimi teatrami. 

Te leżące pod parasolem na szafie skrzypce chyba stanowiły również element Jego muzycznej edukacji na Akademii Muzycznej w dziedzinie teorii i gry na skrzypcach. I nic dziwnego, że tak wspaniale, i z taką kulturą dokonywał ilustracji muzycznych do audycji, ale o tym elemencie swojej edukacji nigdy nie opowiadał, jak również o czterech latach studiów na farmacji. Raz tylko powiedział na moje zdziwienie jakimś jego opowiadaniem: Przecież ja przez dwa lata byłem aptecznym prowizorem. Pewnie więc nie powinno być nic dziwnego w Jego wrażliwości na ludzkie cierpienie i w nieustannej gotowości niesienia pomocy innym... Niektórzy krytycy mówili czasem o poezji Jurka, że jest jakby trochę „Gałczyńska”, ale myślę, że jest ona Jego własna, swoja, „Księska”. I że jest w niej i chleb, i wino, i skrzydła, i coś jeszcze. Coś nieuchwytne, ale wyczuwalne i tylko Jego, Jerzego Księskiego... Na moim redakcyjnym biurku pyszni się wspaniałym rubinem dość duży kawałek szkła. Coś w rodzaju samorodnej rzeźby. Pełni funkcję pojemnika na spinacze i przycisku jednocześnie. To Jurek przywiózł mi tę potwornie ciężką grudę szkła (zapewne jakiś destrukt albo odpad) z Huty Szkła w Pieńsku. To jest taka mała, przygraniczna miejscowość na północ od Zgorzelca i tam właśnie Jurek stworzył, w tej leśnej głuszy, niemal na końcu świata, piękną imprezę pod nazwą Pieńska Jesień Poetycka. Zapraszał na nią poetów z całej Polski, młodych, wytrawne wygi i debiutujących. Wdzięczna Mu za to była ludność Pieńska, która do kontaktu z kulturą ma bardzo daleko, miejscowi nauczyciele i młodzież szkolna, którą uczył stawiania pierwszych kroków w gąszczu literatury, a poezji w szczególności. Ale i ta strona Jego aktywności nie powinna dziwić. Jurek zawsze chciał siebie... dawać.

Zmarł 20 listopada 1995 roku we Wrocławiu. Został pochowany 24 listopada 1995 roku na Cmentarzu Grabiszyńskim (kwatera 27-267-11).

## Życie prywatne
Ojciec Dominika Księskiego.